# Laurel und Hardy: Sailors, Beware!
Sailors, Beware! ist eine US-amerikanische Stummfilmkomödie aus dem Jahre 1927 mit dem Komikerduo Laurel und Hardy. Der Film wurde am 25. September 1927 uraufgeführt. In Deutschland kam der Kurzfilm unter den Titeln Die Dame mit den langen Fingern, Seeleute habt Acht! und Der Lümmel im Kinderwagen ins Kino.

## Handlung
Der ehrliche Taxifahrer Chester Chaste nimmt eine brünette Dame und ihr Baby auf, die es eilig haben, an Bord des Luxusliners Miramar zu kommen. Mutter und Kind erreichen den Kai rechtzeitig und gelangen sicher an Bord. In der Zwischenzeit wird Chester versehentlich von einem Kranführer mitsamt Taxi aufs Schiff gehievt. Erst nach einiger Zeit steigt Chester aus seinem Taxi, der Luxusliner hat bereits abgelegt, Chester wurde schanghait. Schließlich wird Chester vom Zahlmeister erwischt, der ihn sogleich als blinden Passagier ausmacht und ihm nahebringt, seine Fahrt abzuarbeiten.
Mittlerweile stellt sich heraus, dass die Brünette Madame Ritz ist, die berüchtigte Juwelendiebin. Und ihr Baby ist tatsächlich ihr Ehemann und Komplize Roger, ein Kleinwüchsiger. Madame Ritz und ihr unechtes Kind haben das Schiff nur aus einem einzigen Grund betreten: die reichen Passagiere zu berauben. Denn wenn ein Kind sich etwas Schönes schnappt und in seinen Kinderwagen steckt, kann’s nur ein unschuldiges Versehen sein.

## Hintergrund und Trivia
Sailors, Beware! wurde in Culver City in den Hal Roach Studios gedreht.
Roger wird vom kleinwüchsigen Schauspieler Harry Earles gespielt, der in mehreren Stummfilmen Kinder darstellte. Im Tonfilm  erhielt Earles nur noch wenige Rollen und war fortan hauptsächlich im Varieté tätig.